# China Forbes
China Forbes (29 de abril de 1970 en Cambridge, Massachusetts) es una cantante y compositora estadounidense conocida por ser la vocalista principal de la orquesta de jazz Pink Martini.

## Carrera
Forbes nació en Cambridge, Massachusetts, hija de Peggy y Donald Cameron Forbes (1939-1998). Estudió en la Phillips Exeter Academy en 1988 y luego estudió artes visuales en la Universidad de Harvard, donde conoció a Thomas Lauderdale, un pianista formado en música clásica. Se hicieron amigos y empezaron a hacer música juntos.
Luego de graduarse de Harvard en 1992, donde ganó el premio Jonathan Levy Prize por actuación, Forbes trabajó como actriz de teatro por algunos años en la ciudad de Nueva York. Luego decidió dedicarse a la música, formando una banda y grabando un álbum. Interpretó la canción «Ordinary Girl» para la popular serie de televisión Clueless y la versión de «Que Será, Será» usada en los créditos iniciales y finales de la película de 2003 In the Cut de Jane Campion.
El pianista Thomas Lauderdale, radicado en Portland, Oregón, la invitó a cantar con su orquesta de jazz Pink Martini. Luego de tres años, Forbes se trasladó a Portland para unirse a tiempo completo a la agrupación. En junio de 2011 tuvo que someterse a una operación para que le fueran extirpados unos pólipos de sus cuerdas vocales, teniendo que permanecer varios meses alejada de los escenarios. Durante ese tiempo fue reemplazada en Pink Martini por la cantante Storm Large.
China Forbes es hermana de la directora de cine y guionista Maya Forbes y es prima del ex secretario de Estado de los Estados Unidos John Kerry y del músico de rock Ed Droste. La película de 2014 Infinitely Polar Bear fue escrita y dirigida por su hermana Maya, y fue inspirada en eventos reales de su infancia.